# Baldo degli Ubaldi

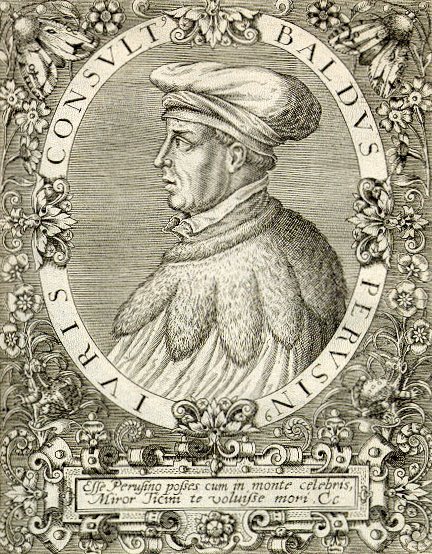

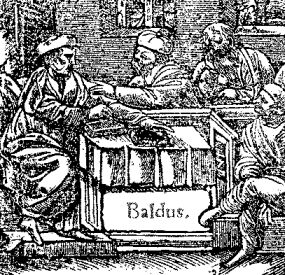
Ilustración de Commentaria in digestum vetus (1549).

Baldo degli Ubaldi (Perugia, 2 de octubre de 1327 - Pavía, 28 de abril de 1400) fue un jurista italiano, alumno de Bártolo de Sassoferrato y profesor de derecho en las universidades de Bolonia, Perugia, Pisa, Florencia, Padua y Pavía. Su nombre se latinizó como Baldus de Ubaldis, y se castellanizó como Balde de Ubaldis.
Hermano de los también juristas Angelo degli Ubaldi y Pietro degli Ubaldi, estudió derecho civil en Perugia, y probablemente derecho canónico en Siena.
En 1359 profesó como fraile menor.
En Perugia fue maestro de Paolo di Castro y del cardenal Francesco Zabarella, y más tarde de Pierre Roger de Beaufort, elegido en 1370 con el nombre de Gregorio XI. 
En el Cisma de Occidente (1378), Urbano VI le utilizó como consejero jurídico contra el "antipapa" Clemente VII.

## Obra
Fue autor de numerosos Commentari a las diversas partes del Corpus Iuris Civilis de Justiniano, a los tres primeros libros de las Decretales y al Libri feudorum.
En el derecho público siguió la vía trazada por Bartolo (el principio rex in regno suo est imperator).
En cuanto al derecho de las comune italianas de liberarse de la autoridad del Sacro Imperio Romano Germánico, sostenía que bastaba para ejercerlo con el consentimiento tácito del emperador (teoría de Coluccio Salutati). 
Entre otras obras escribió los Tratados de syndicatu officialium, de duobus fratribus, de significatione verborum, de pace Constantiae, de feudis y Summula respiciens facta mercatorum, que contiene una serie de observaciones y principios (Consilia) que formuló cuando era consultor dell'arte della mercanzia en Perugia, y que constituyen el germen del derecho comercial, incluyendo el estudio de la letra de cambio.

In usus feudorum commentaria, 1580

## Literatura

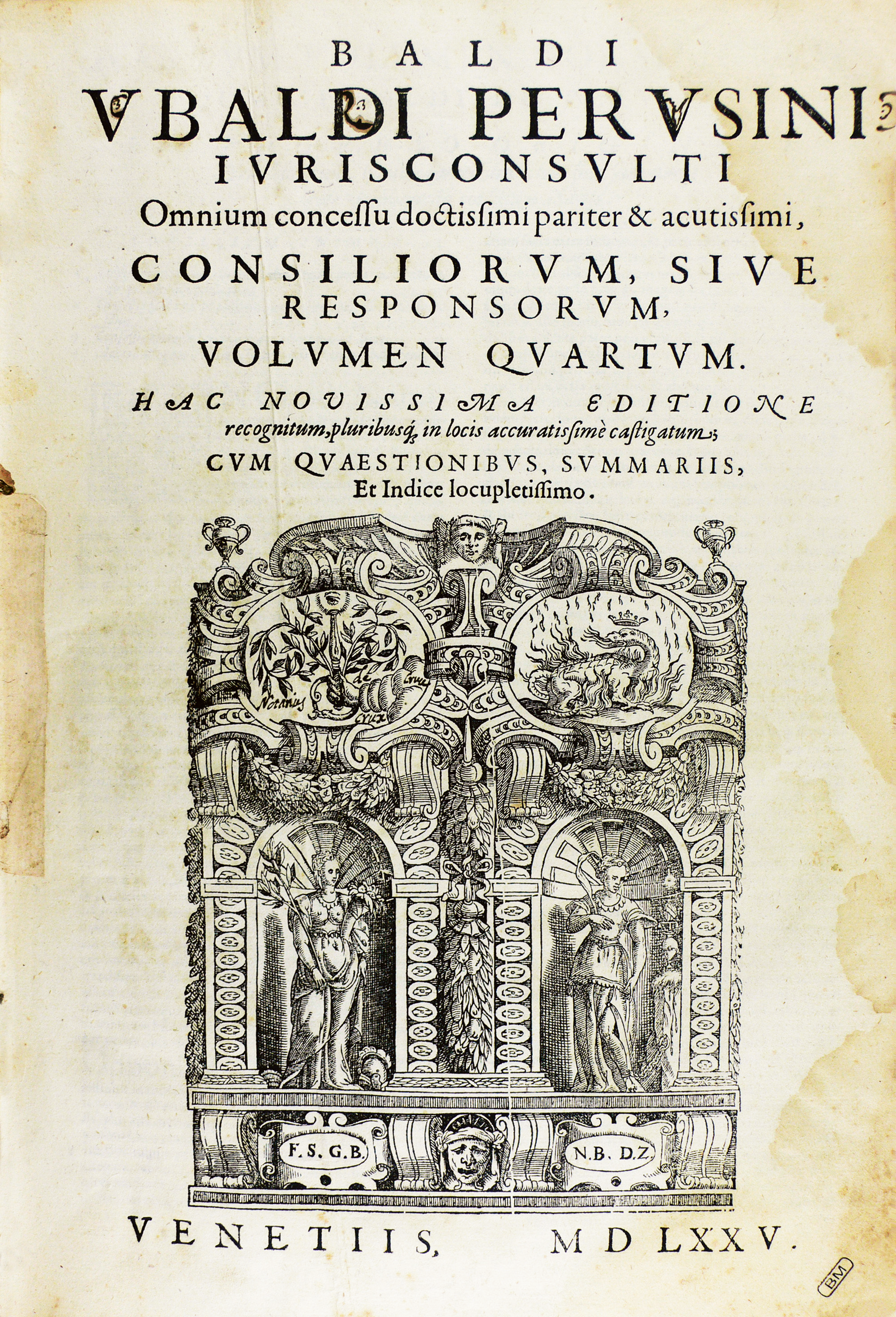
Consiliorum, siue responsorum, 1575.

- Adriaan J. B. Sirks [ed.] Baldi Ubaldi Perusini commentaria in digestum vetus, digestum novum, institutiones, in feudorum usus et index: Venetiis 1576 - 1577 en 2 CD-ROM, Maastricht, 2004

- Joseph Canning. The political thought of Baldus de Ubaldis, Cambridge Studies in medieval Life & Thought, Cambridge 1987, ISBN 0-521-32521-8

- Axel Krauß. Baldus de Ubaldis. In: Gerd Kleinheyer, Jan Schröder (ed.) Deutsche und Europäische Juristen aus neun Jahrhunderten. 4ª ed. Heidelberg 1996, ISBN 3-8252-0578-9. pp. 40-43

- Hermann Lange. Die Consilien des Baldus de Ubaldis († 1400). Mainz 1974, ISBN 3-515-01819-0

- Kenneth Pennington. Baldus de Ubaldis. En: Rivista Internazionale di Diritto Commune. 8 (1997), ISSN 1120-5695, pp. 35-61

- Hans Peter: Baldus de Ubaldis. In: Adalbert Erler, Ekkehard Kaufmann (Hrsg.): Handwörterbuch zur deutschen Rechtsgeschichte. Band 1. Berlín 1971, ISBN 3-503-00015-1. pp. 285-286

- Peter Weimar: Baldus de Ubaldis (1327-1400). In: Albrecht Cordes, Heiner Lück, Dieter Werkmüller, Ruth Schmidt-Wiegand (Hrsg.): Handwörterbuch zur deutschen Rechtsgeschichte. Vol. 1. 2ª ed. Berlín 2008,  ISBN 978-3-503-07912-4. pp. 410-412

- Friedrich Carl von Savigny: Geschichte des römischen Rechts im Mittelalter. Vol. 6. 1850. Nachdruck Bad Homburg 1961. pp. 208 ff.

- Dieter Simon, Michael Stolleis (ed.) IUS COMMUNE. 27 (2000), ISSN 0579-2428

- Helmut G. Walther: Baldus als Gutachter für die päpstliche Kurie im Großen Schisma. In: Zeitschrift der Savigny-Stiftung für Rechtsgeschichte, 123. Vol. (1996), Kanonistische Abteilung 92, pp. 392-409